# Бухгейм, Лев Эдуардович
Лев Эдуардович Бухгейм (1880—1942) — советский литературовед, библиограф и издатель.

## Биография
Родился в Москве 20 января (1 февраля по новому стилю) 1880 года, сын почётного потомственного гражданина, московского предпринимателя и домовладельца Эдуарда Карловича Бухгейма.
В 1898 году окончил реальное училище при церкви Святых Петра и Павла в Москве. В 1899—1905 годах работал сначала в конторе торгового дома Л. В. Готье-Дюфайе, а затем в московском книжном магазине М. О. Вольфа на Кузнецком мосту. В 1909—1917 годах уже был владельцем собственного издательства Л. Э. Бухгейма, выпускавшего книги по истории русской литературы и искусства. Многие годы он дружил с московским книжным торговцем А. А. Астаповым. Лев Эдуардович предоставлял свою квартиру для работы Русского библиографического общества при Московском университете.
После Октябрьской революции бо́льшую часть своей библиотеки передал в Исторический музей. В 1918—1919 годах он был сотрудником отдела печати Моссовета, в 1919—1942 годах работал в Государственной библиотеке Ленина (с 1933 года — главный библиотекарь Центральной справочной библиотеки, одним из организаторов которой он был).
Отличительной чертой его богатой библиотеки было большое количество книг в специально заказанных владельческих переплетах, а также многочисленные вложения тематических  газетных и журнальных вырезок.
В Москве жил в Введенском переулке, 28 и в Дурасовском переулке, 3.
В 1942 году был выслан из Москвы по причине немецкого происхождения. Умер в 1942 году в Карагандинской области Казахской ССР.